# Ascuta univa
Ascuta univa là một loài nhện trong họ Orsolobidae.
Loài này thuộc chi Ascuta. Ascuta univa được Raymond Robert Forster & Norman I. Platnick miêu tả năm 1985.